# Brána Matky Boží
Brána Matky Boží je poslední dochovaná brána z původních pěti bran opevnění města Jihlavy. Nachází se v ulici Matky Boží a dnes představuje jednu z dominant města. Společně se zbytky městských hradeb je chráněna jako kulturní památka.

## Historie
Brána vznikla již v době výstavby města a jeho hradeb na počátku 2. poloviny 13. století. V letech 1508–1509 prošla úpravou, při které byla původní věž snesena a nahrazena pozdně gotickou bránou s vysokým průjezdem a hrotitými portály. V roce 1548 prošla další úpravou a po požáru města v roce 1551 dostala brána v roce 1564 renesanční nástavbu, čímž dosáhla dnešní výšky 24 m. Vrchol, tzv. koruna, věže zdobí atika. V okolí se rozkládalo předbraní s barbakánem, padacím mostem a baštami. Průjezd uzavírala padací mříž. V roce 1853 dostala brána hodiny, předbraní byla zbourána v roce 1862. V lednu 1995 došlo k poklesu věže, takže musela být staticky zajištěna. Došlo však k porušení koruny brány, která byla následujícího roku rozebrána a znovu postavena.

## Současnost
V současné době slouží brána veřejnosti jako vyhlídková věž. Od června 2007 jsou zde v rámci výstavy Z historie Jihlavy umístěny reprodukce obrazů Gustava Kruma. Kromě toho je zde expozice věnující se historii a vývoji jihlavského opevnění. V objektu brány sídlí Jihlavská astronomická společnost, která zde pořádá pozorování noční oblohy dalekohledem pro veřejnost.
| Rok  | Počet návštěvníků |
| ---- | ----------------- |
| 2015 | 5 777             |
| 2016 | 4 867             |
| 2017 | 4 831             |